# Liste von Leuchttürmen auf den Kanalinseln
Die Liste von Leuchttürmen auf den Kanalinseln benennt Leuchttürme auf den Kronbesitztümern Bailiwick of Jersey und Bailiwick of Guernsey im Ärmelkanal.

## Jersey
| Name                       | Region | Gewässer   | Position                       | Baujahr | Turmhöhe | Feuerhöhe | Kennung     | Bild |
| -------------------------- | ------ | ---------- | ------------------------------ | ------- | -------- | --------- | ----------- | ---- |
| Leuchtturm von La Corbière | Jersey | Ärmelkanal | 49° 10′ 47,4″ N, 2° 15′ 0,4″ W | 1874    | 19 m     | 36 m      | Iso.WR.10s  |      |
| Sorel Point Lighthouse     | Jersey | Ärmelkanal | 49° 15′ 36,1″ N, 2° 9′ 32,2″ W | 1938    | 3 m      | 50 m      | LFl.WR.7.5s |      |

## Guernsey
| Name                    | Region   | Gewässer   | Position                       | Baujahr | Turmhöhe | Feuerhöhe | Kennung     | Bild |
| ----------------------- | -------- | ---------- | ------------------------------ | ------- | -------- | --------- | ----------- | ---- |
| Leuchtturm Les Hanois   | Guernsey | Ärmelkanal | 49° 26′ 5,5″ N, 2° 42′ 12,6″ W | 1862    | 34 m     | 36 m      | Fl.(2)W.13s |      |
| Leuchtturm von Sark     | Sark     | Ärmelkanal | 49° 26′ 11,4″ N, 2° 20′ 42″ W  | 1913    | 17 m     | 65 m      | Fl.W.15s    |      |
| Leuchtturm von Alderney | Alderney | Ärmelkanal | 49° 43′ 45,1″ N, 2° 9′ 51,5″ W | 1912    | 32 m     | 37 m      | Fl.(4)W.15s |      |
| Leuchtturm Les Casquets | Alderney | Ärmelkanal | 49° 43′ 19″ N, 2° 22′ 37″ W    | 1724    | 23 m     | 37 m      | Fl.(5)W.30s |      |